# Lucky duckies
 (mai 2020).
 (août 2022).
Si vous disposez d'ouvrages ou d'articles de référence ou si vous connaissez des sites web de qualité traitant du thème abordé ici, merci de compléter l'article en donnant les références utiles à sa vérifiabilité et en les liant à la section « Notes et références ».
Lucky duckies (« les petits veinards ») est un terme utilisé pour la première fois dans un éditorial du 20 novembre 2002 du Wall Street Journal, et qui est relatif aux Américains qui ne paient pas d'impôt fédéral sur le revenu, ceux-ci étant en dessous de la barre d'imposition (après déductions). Le terme est sorti de son contexte initial pour devenir partie de la terminologie du débat sur les réformes fiscales aux États-Unis.